# Аракелов, Вартан Нерсесович
Вартан Нерсесович Аракелов (18 ноября 1910 — 5 октября 1985) — советский монументалист-живописец. Член Союза художников СССР. Заслуженный художник РСФСР (1971), доцент Московского архитектурного института.

## Работы
Среди работ — художественный портрет-панно генералиссимуса СССР И. В. Сталина, выполненный в стиле флорентийской мозаики, автор многих подобных портретов учёных и космонавтов, украшающих интерьеры зданий в городах бывшего СССР. Принимал участие в художественном оформлении станции Киевская московского метрополитена, входил в коллектив авторов фресок и мозаик, посвящённых труженикам Советской Украины (наряду с Виктором Коноваловым, Григорием Опрышко, Игорем Радоманом и некоторыми другими).
С 1954 года панно-мозаика Сталина находится напротив главного входа — в холле Сталинградского Планетария. Белый цвет портрета выполнен из перламутра, зелёный — из яшмы и малахита. Погоны и пуговицы отделаны так называемым «фальшивым золотом». Другие детали портрета также выполнены из драгоценных камней — уральских самоцветов. В период десталинизации, проводимой в конце 50-х — начале 60-х годов Хрущёвым, мозаику предполагалось уничтожить. Но директором планетария тогда работала женщина[уточнить], которая проигнорировала решение и распорядилась скрыть мозаику. Сотрудники музея смазали портрет маслом, покрыли несколькими слоями пергамента, замазали масляной краской, заклеили в несколько слоёв газетами, загрунтовали и зашпаклевали в несколько слоёв, и окончательно замуровали с применением цемента.
В 1990-х годах сотрудники музея вспомнили, что у них есть портрет, спрятанный в стене планетария. На одном из совещаний с участием директора планетария В. И. Фролова и главы города Волгограда Юрия Чехова было принято решение восстановить художественное произведение. Работы по восстановлению экспоната проводились двумя художниками в течение двух месяцев в ночное время.